# Clavier (technologie)

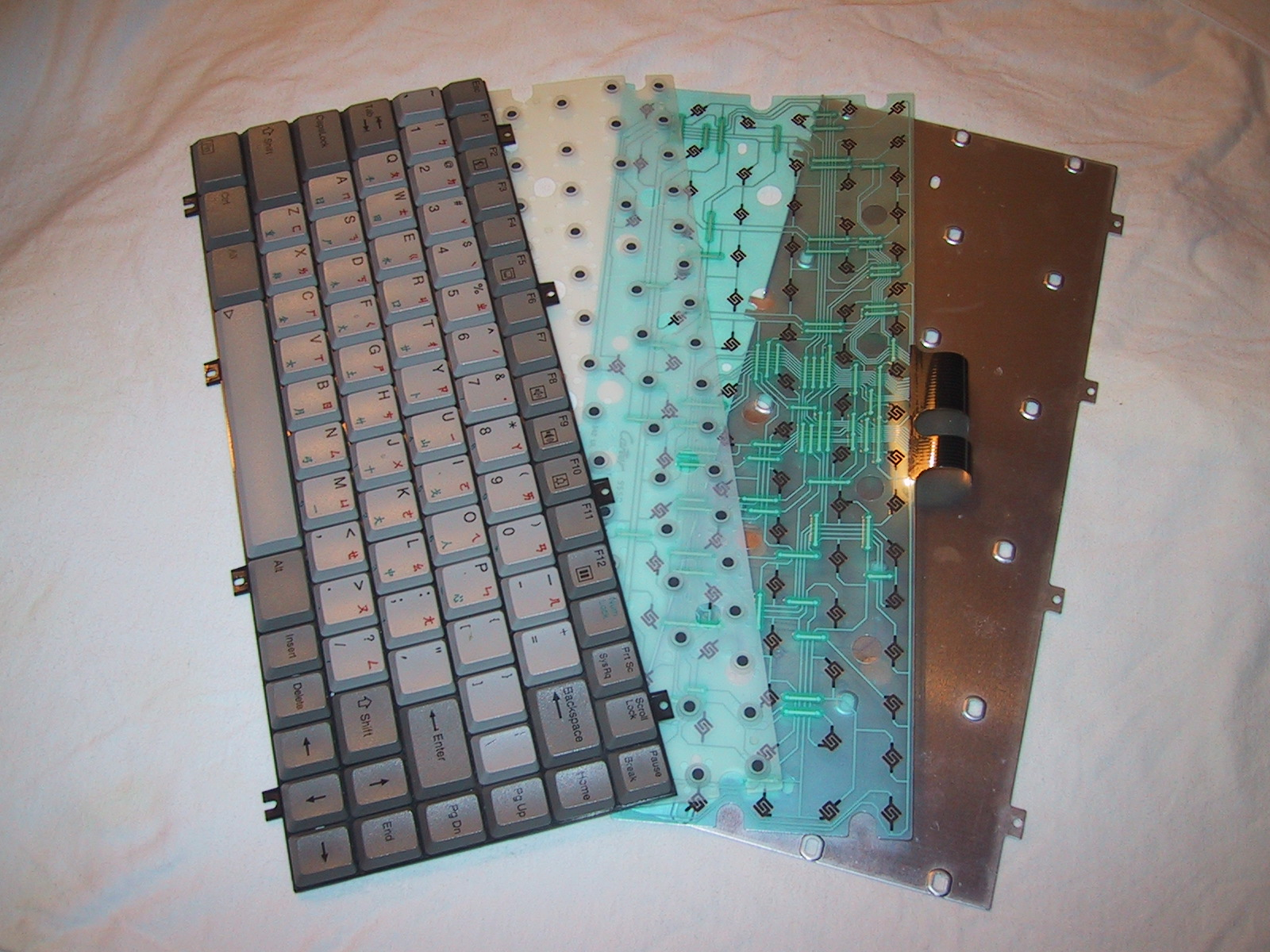
Construction du clavier d'un ordinateur portable typique, en quatre couches

La technologie des claviers d'ordinateur se compose de nombreux éléments. Diverses technologies de claviers ont été mises au point pour répondre aux besoins des consommateurs et ont été optimisées pour des applications industrielles. Un clavier alphanumérique standard pour un ordinateur de taille normale (100 %) compte généralement entre 101 et 105 touches, tandis que ceux intégrés aux ordinateurs portables sont souvent moins complets.
Les claviers virtuels, accessibles principalement via une interface tactile, ne possèdent pas de commutateurs physiques. Ils offrent plutôt un retour audio et haptique artificiel. Ce type de clavier peut se révéler très pratique, car il n'est pas contraint par la rigidité des claviers physiques traditionnels.
La plupart des claviers modernes incluent un processeur de contrôle et des indicateurs lumineux pour fournir un retour d'information à l'utilisateur (et au processeur central) sur l'état du clavier. Grâce à la technologie Plug-and-Play, leur configuration «prête à l'emploi» peut être automatiquement reconnue par le système, rendant le clavier immédiatement opérationnel sans nécessiter de configuration supplémentaire, sauf si l'utilisateur le souhaite. Cela permet également la production de claviers génériques adaptés à divers marchés linguistiques, qui ne diffèrent que par les symboles imprimés sur les touches.

## Détection de frappe

### Membrane

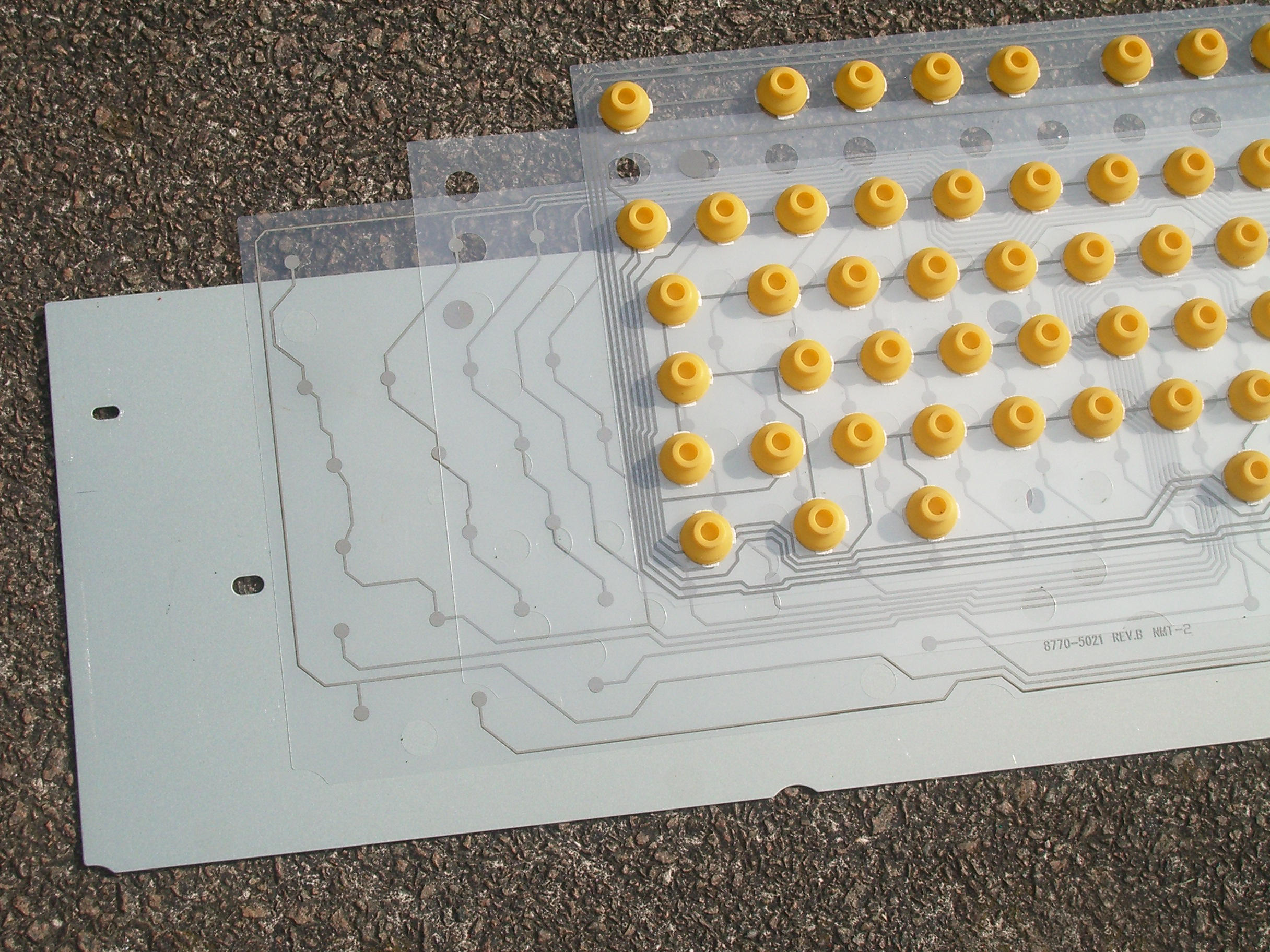
Un assemblage de membranes typique

Parmi les types de claviers à membrane les plus répandus, on trouve les claviers à membrane à dôme en caoutchouc à course complète et les claviers à membrane à panneau plat. Ces derniers sont souvent utilisés sur des appareils comme les fours à micro-ondes ou les photocopieurs.

#### Dôme en caoutchouc sur membrane

Vue éclatée d'une conception typique de dôme en caoutchouc sur membrane

Les claviers à membrane avec dômes en caoutchouc «à déplacement complet» sont actuellement les plus répandus. Ces claviers comportent une feuille en caoutchouc placée au-dessus des membranes, assurant l'alignement des dômes avec les plots de contact. Le dôme en caoutchouc joue un double rôle : il sert de ressort de rappel tactile et offre une surface souple pour transférer la pression sur la membrane supérieure. Pour établir la connexion entre les deux plots de contact, il est nécessaire d'enfoncer complètement le dôme en caoutchouc.
Les claviers à membrane recouverts de dôme en caoutchouc devinrent très populaires auprès des fabricants d'ordinateurs dans les années 2000, car ils cherchaient à réduire les coûts tandis que les prix des PC baissaient.

##### Interrupteur à ciseaux

Mécanisme de commutation à ciseaux

Une variante compacte et courante du dôme en caoutchouc sur membrane est l'interrupteur à ciseaux, qui repose sur un mécanisme en forme de ciseaux. En raison de la nécessité d'avoir des ordinateurs portables fins, ceux-ci nécessitent des claviers à profil bas, expliquant pourquoi cette technologie est principalement utilisée dans les ordinateurs portables. Les touches sont attachées au clavier par deux pièces en plastique qui s'emboîtent comme des « ciseaux » et se verrouillent sur le clavier et le capuchon de la touche. Ces claviers sont généralement silencieux et nécessitent peu de force pour enfoncer les touches.
Les claviers à ciseaux sont généralement légèrement plus chers. Ils sont plus difficiles à nettoyer (en raison du mouvement limité des touches et de leurs multiples points de fixation) mais sont également moins susceptibles d'être contaminés car les espaces entre les touches sont souvent plus petits (car il n'y a pas besoin d'espace supplémentaire pour permettre le mouvement de la touche, comme on le trouve généralement sur un clavier à membrane).

#### Membrane à panneau plat

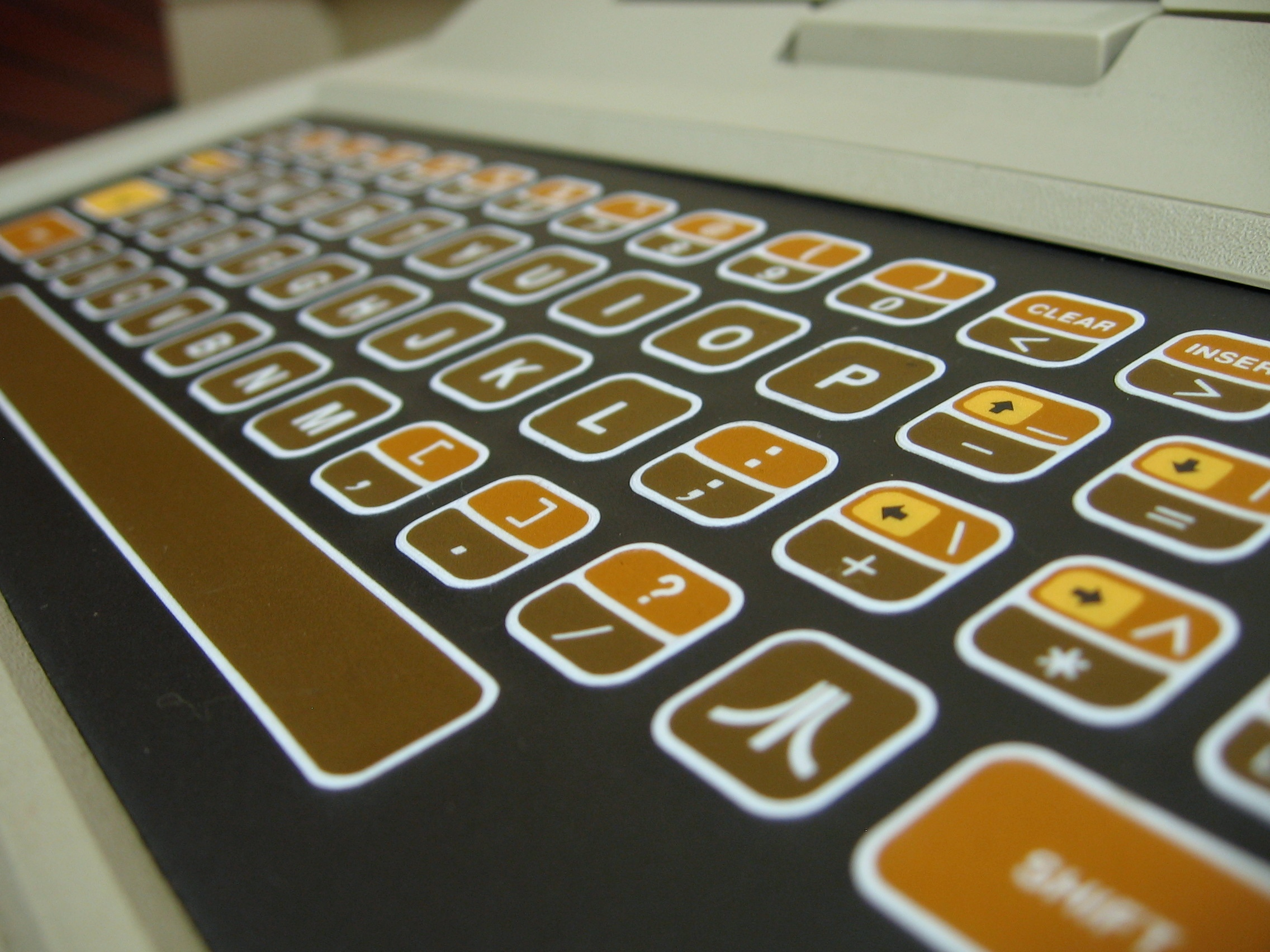
Clavier Atari 400

Les claviers à membrane à écran plat sont fréquemment utilisés dans des environnements exigeants où une protection contre les liquides est nécessaire. Ils peuvent être équipés de touches non tactiles, tactiles polydome ou tactiles à dôme métallique. Les commutateurs à membrane tactile Polydome sont fabriqués en polyester, ou PET, et sont formés pour créer un dôme en plastique rigide.
Lorsqu'on appuie sur le polydôme rigide, l'encre conductrice située à l'arrière entre en contact avec la couche inférieure du circuit. Les interrupteurs à membrane à dôme métallique, quant à eux, sont fabriqués en acier inoxydable, offrant ainsi une durabilité et une fiabilité accrues. Ils peuvent également présenter des conceptions de dôme personnalisées.
Les claviers à membrane à écran plat non tactiles offrent peu ou pas de sensation de pression sur les touches et émettent souvent un bip ou un flash lumineux lors de l'actionnement.
Bien que cette conception de clavier ait été couramment utilisée aux débuts de l'ordinateur personnel (sur les Sinclair ZX80, ZX81 et Atari 400 ) elle est supplantée par des conceptions plus réactives et plus modernes.

#### Clavier enroulable

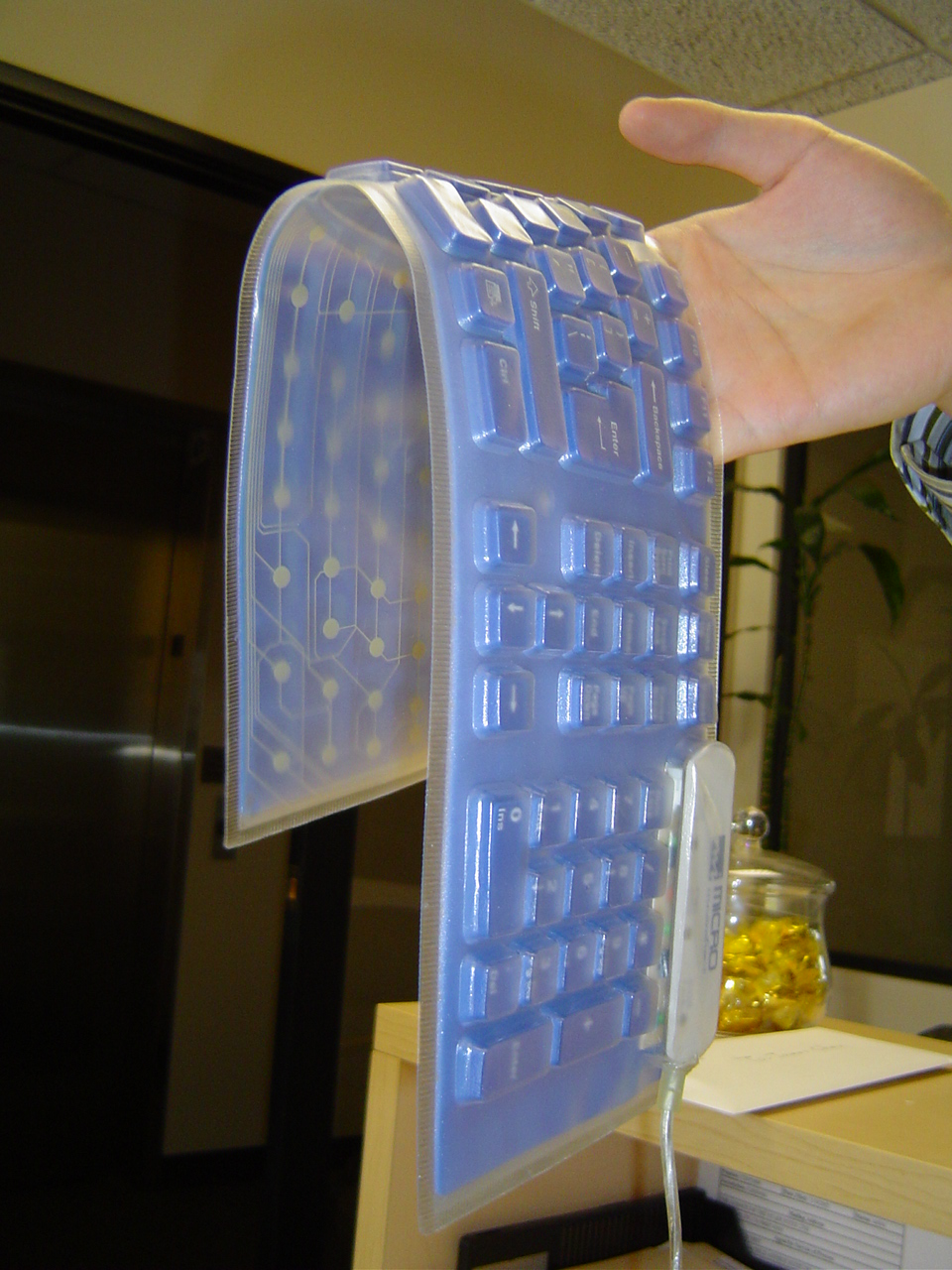
Exemple de clavier flexible.

Les claviers d'ordinateur fabriqués à partir de matériaux flexibles en silicone ou en polyuréthane peuvent être enroulés. Ce type de clavier peut tirer parti des fines membranes en plastique flexibles, mais présente toujours un risque de dommage. Lorsqu'ils sont complètement scellés dans du caoutchouc, ils sont résistants à l'eau. Les claviers enroulables offrent relativement peu de retour tactile. Étant donné que ces claviers sont généralement fabriqués en silicone, ils ont tendance à attirer la saleté, la poussière et les cheveux.

### Claviers à contact métallique

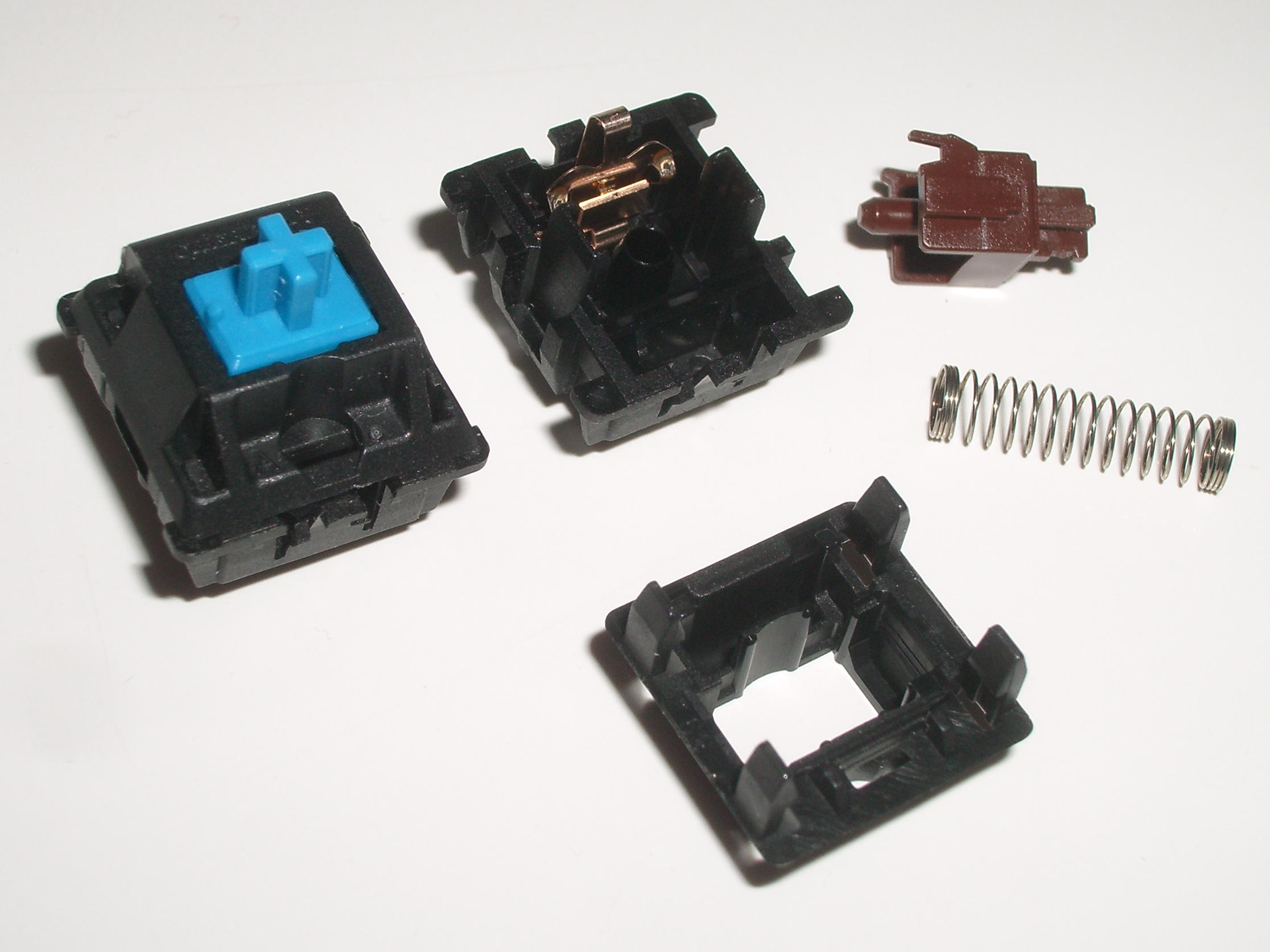
Cherry MX Blue (à gauche) et Cherry MX Brown démontée (à droite)

Les claviers dotés d'interrupteurs à contact métallique utilisent généralement des modules discrets pour chaque touche. Ce type d'interrupteur est généralement composé d'un boîtier, d'un ressort et d'un curseur, et parfois d'autres pièces telles qu'une feuille tactile séparée ou une barre de clic.

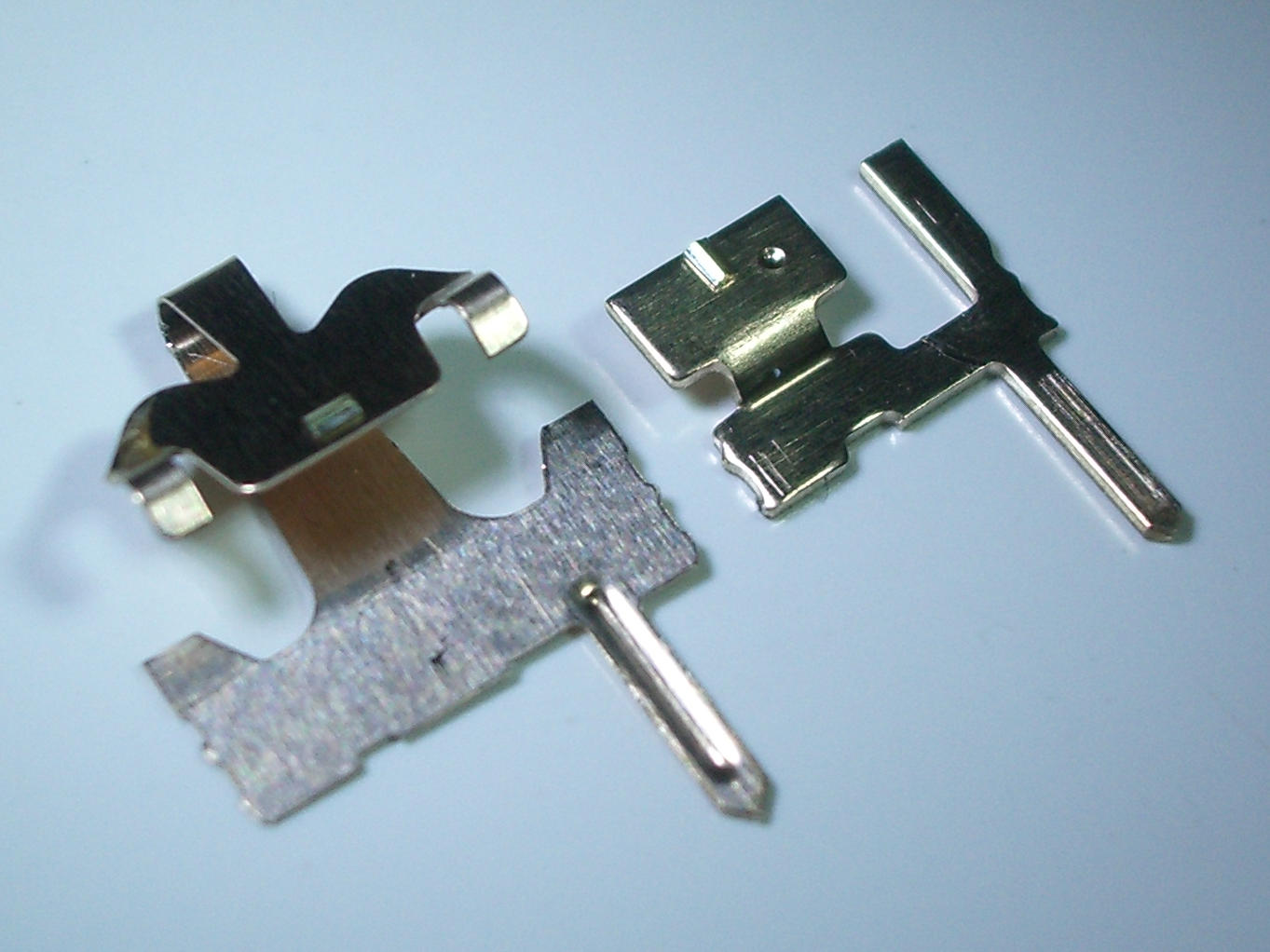
Contacts des commutateurs Cherry MX

Au repos, les contacts métalliques à l'intérieur de l'interrupteur sont maintenus écartés. Lorsque l'interrupteur est enfoncé, les contacts sont maintenus ensemble pour conduire le courant nécessaire à l'actionnement. De nombreuses conceptions d'interrupteurs utilisent de l'or comme matériau de contact pour prolonger la durée de vie de l'interrupteur en empêchant sa défaillance due à l'oxydation. La plupart des conceptions utilisent une feuille métallique, où le contact mobile est un ressort à lame.
Cherry est l'un des principaux producteurs d'interrupteurs à contact métallique discret, qui fabrique la famille d'interrupteurs Cherry MX depuis les années 1980. Le système de codage couleur de Cherry pour catégoriser les commutateurs a été imité par d'autres fabricants de commutateurs, tels que Gateron et Kailh, entre autres,.
Les claviers qui utilisent cette technologie sont communément appelés «claviers mécaniques», mais il n’existe pas de définition claire et universellement acceptée de ce terme.

#### Clavier remplaçable à chaud
Les claviers remplaçables à chaud sont des claviers dans lesquels les commutateurs peuvent être retirés et remplacés sans nécessiter la connexion de soudure typique,. Au lieu que les broches de commutation soient directement soudées sur le PCB du clavier, des prises remplaçables sont soudées. Les «sockets» remplaçables à chaud peuvent permettre aux utilisateurs de changer différents commutateurs du clavier sans avoir les outils ou les connaissances nécessaires pour souder.

### Lames

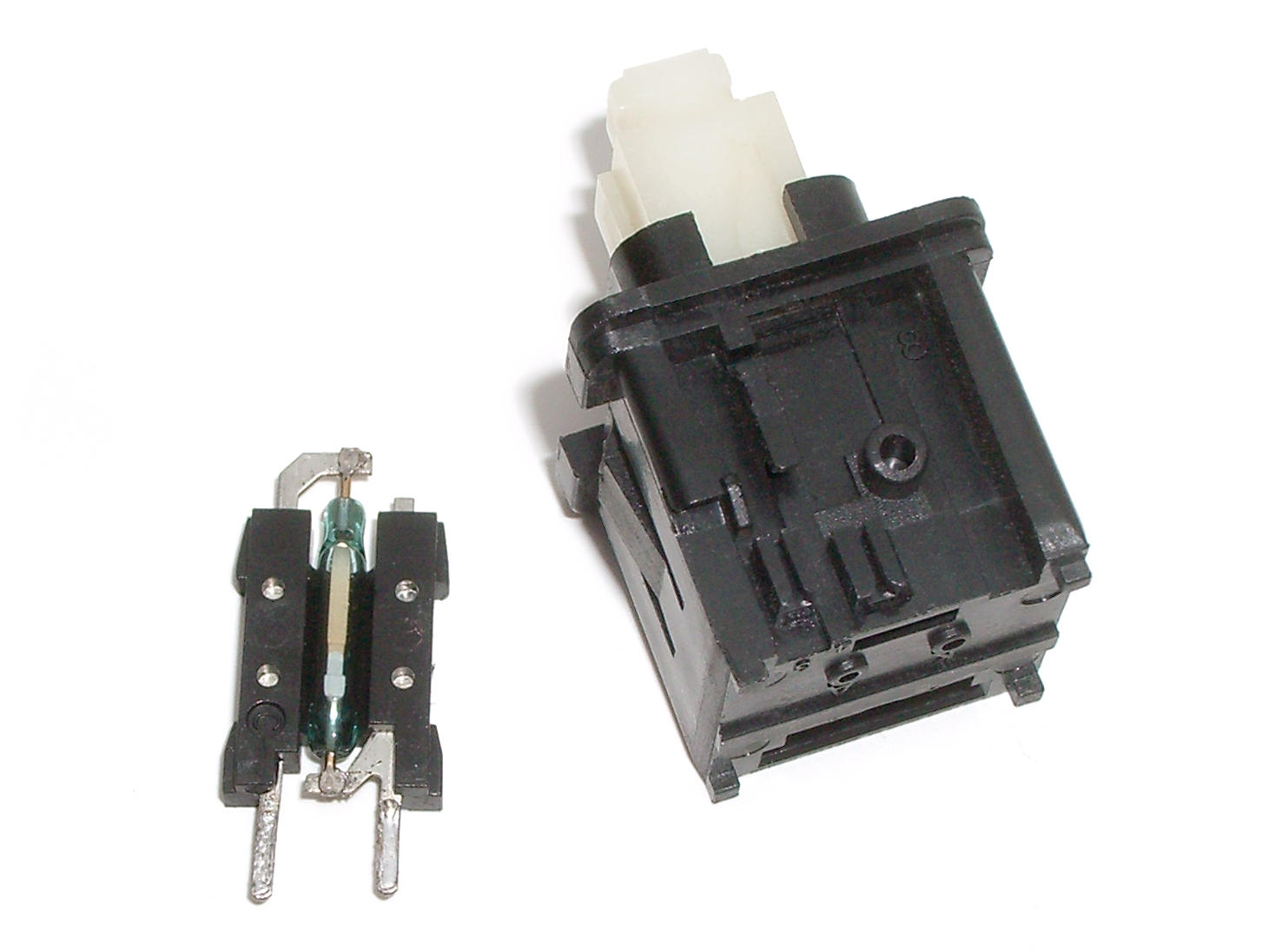
Interrupteur à lames avec module à lames retiré

Le module «Reed» d'un interrupteur à lame se compose de deux contacts métalliques à l'intérieur d'une bulle de verre généralement scellée avec un gaz inerte comme l'azote pour aider à prévenir l'accumulation de particules. Le curseur dans le boîtier pousse un aimant vers le bas devant la capsule Reed et le champ magnétique provoque l'attraction des contacts Reed l'un vers l'autre et leur mise en contact. Le mécanisme de commutation à lames a été inventé à l'origine en 1936 par WB Ellwood aux Bell Telephone Laboratories.
Bien que les interrupteurs à lames utilisent des contacts à lames métalliques, ils sont considérés comme distincts de toutes les autres formes d'interrupteurs à contact métallique car les contacts sont actionnés magnétiquement au lieu d'utiliser la force physique d'un curseur pour être pressés ensemble.

### Capacitif

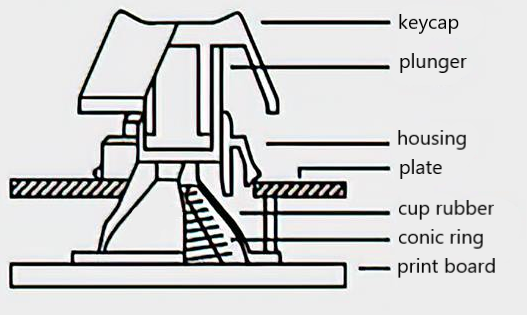
Interrupteur capacitif électrostatique Topre

Dans un mécanisme capacitif, appuyer sur une touche modifie la capacité d'un motif de plots de condensateur. Le motif se compose de deux plots de condensateur en forme de D pour chaque commutateur, imprimés sur une carte de circuit imprimé (PCB) et recouverts d'un mince film isolant de masque de soudure qui agit comme un diélectrique.
Pour la mise en œuvre la plus courante de cette technologie, en mousse et en feuille, la partie mobile se termine par un élément en mousse plat de la taille d'un comprimé d'aspirine, recouvert d'une feuille d'aluminium. En face de l'interrupteur se trouve un PCB avec les pastilles de condensateur. Lorsque la touche est enfoncée, la feuille adhère fermement à la surface du PCB, formant une chaîne en guirlande de deux condensateurs entre les plots de contact et elle-même séparée par un fin masque de soudure, et « court-circuitant » ainsi les plots de contact avec une chute facilement détectable de réactance capacitive entre eux. Habituellement, cela permet de détecter une impulsion ou un train d'impulsions.
L’un des avantages de la technologie capacitive est que l’interrupteur ne dépend pas du flux de courant à travers les contacts métalliques pour fonctionner. Aucun anti-rebond n'est nécessaire.
Le capteur en dit suffisamment sur la distance de la pression sur la touche pour permettre à l'utilisateur d'ajuster le point d'actionnement (sensibilité de la touche). Ce réglage peut être effectué à l'aide du logiciel fourni et individuellement pour chaque touche, si cela est mis en œuvre. Un clavier qui utilise ces capacités comprend le Real Force RGB.
Le clavier modèle F d'IBM est une conception composée d'un ressort de flambage sur un PCB capacitif, similaire au clavier modèle M ultérieur, mais utilisant plutôt une détection à membrane à la place d'un PCB.
La conception des interrupteurs de Topre utilise un ressort conique sous un dôme en caoutchouc. Le dôme fournit une résistance, tandis que le ressort exerce une action capacitive.

### effet Hall

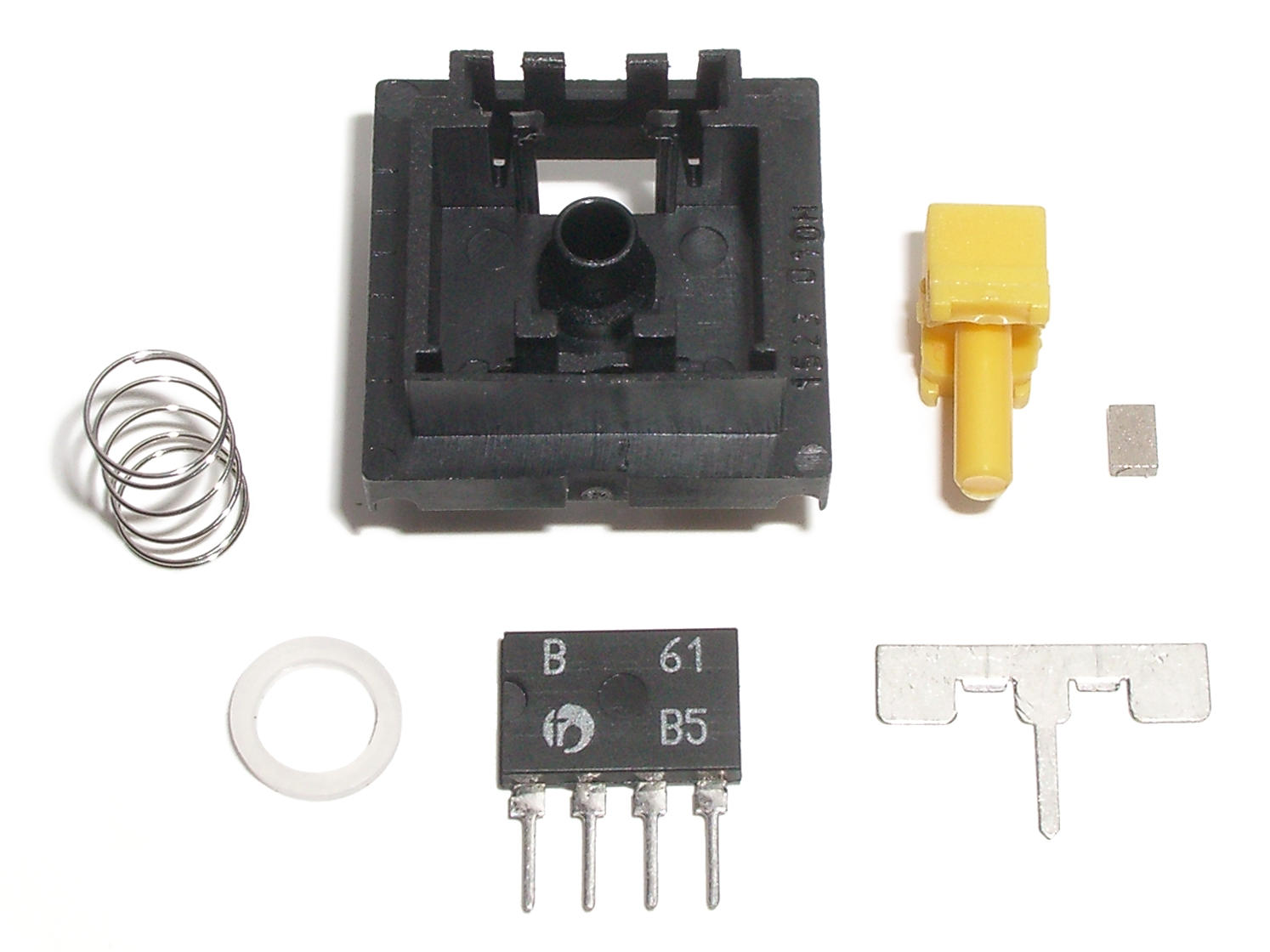
Interrupteur à effet Hall RAFI RS 76 C 010 entièrement démonté

Les claviers à effet Hall utilisent des capteurs à effet Hall pour détecter le mouvement d'un aimant par la différence de potentiel de tension. Lorsqu'une touche est enfoncée, elle déplace un aimant qui est détecté par un capteur à semi-conducteurs. Parce qu'ils ne nécessitent aucun contact physique pour être actionnés, les claviers à effet Hall sont extrêmement fiables et peuvent accepter des millions de frappes avant de tomber en panne. Ils sont utilisés pour des applications à très haute fiabilité telles que les centrales nucléaires, les cockpits d'avions et les environnements industriels critiques. Ils peuvent facilement être rendus totalement imperméables et peuvent résister à de grandes quantités de poussière et de contaminants. Étant donné qu'un aimant et un capteur sont nécessaires pour chaque touche, ainsi qu'une électronique de contrôle personnalisée, leur fabrication est coûteuse.

### Optique
La technologie des commutateurs optiques a été introduite en 1962 par Harley E. Kelchner pour être utilisée dans une machine à écrire dans le but de réduire le bruit généré par les touches de la machine à écrire.
Une technologie de clavier optique utilise des dispositifs électroluminescents et des capteurs photo pour détecter optiquement les touches actionnées. Le plus souvent, les émetteurs et les capteurs sont situés sur le périmètre, montés sur un petit PCB. La lumière est dirigée d'un côté à l'autre de l'intérieur du clavier et ne peut être bloquée que par les touches actionnées. La plupart des claviers optiques nécessitent au moins deux faisceaux (le plus souvent un faisceau vertical et un faisceau horizontal) pour déterminer la touche actionnée. Certains claviers optiques utilisent une structure de touches spéciale qui bloque la lumière selon un certain motif, n'autorisant qu'un seul faisceau par rangée de touches (le plus souvent un faisceau horizontal).

### Projection laser
Un dispositif de projection laser de la taille approximative d'une souris d'ordinateur projette le contour des touches du clavier sur une surface plane, comme une table ou un bureau. Ce type de clavier est suffisamment portable pour être facilement utilisé avec des PDA et des téléphones portables, et de nombreux modèles sont dotés de cordons rétractables et de capacités sans fil. Cependant, cette conception est sujette à des erreurs, car une interruption accidentelle du laser générera des frappes indésirables. Le manque inhérent de retour tactile de ce type de clavier le rend souvent indésirable.

## Mécanismes de commutation notables

### Ressort de flambage

Illustration du ressort de flambage original,, délivré à IBM en 1978

Le mécanisme à ressort de flambage ( (en) Brevet U.S. 4118611 ) situé au-dessus du commutateur est responsable de la réponse cliquable du clavier. Ce mécanisme contrôle un petit marteau qui frappe un interrupteur capacitif ou à membrane. 
La série de claviers modèle F d'IBM a été la première à utiliser des interrupteurs à ressort à boucle, qui utilisaient la détection capacitive pour l'actionnement. Le brevet original n'a jamais été utilisé dans un clavier de production réel, mais il établit le principe de base d'un ressort de flambage.

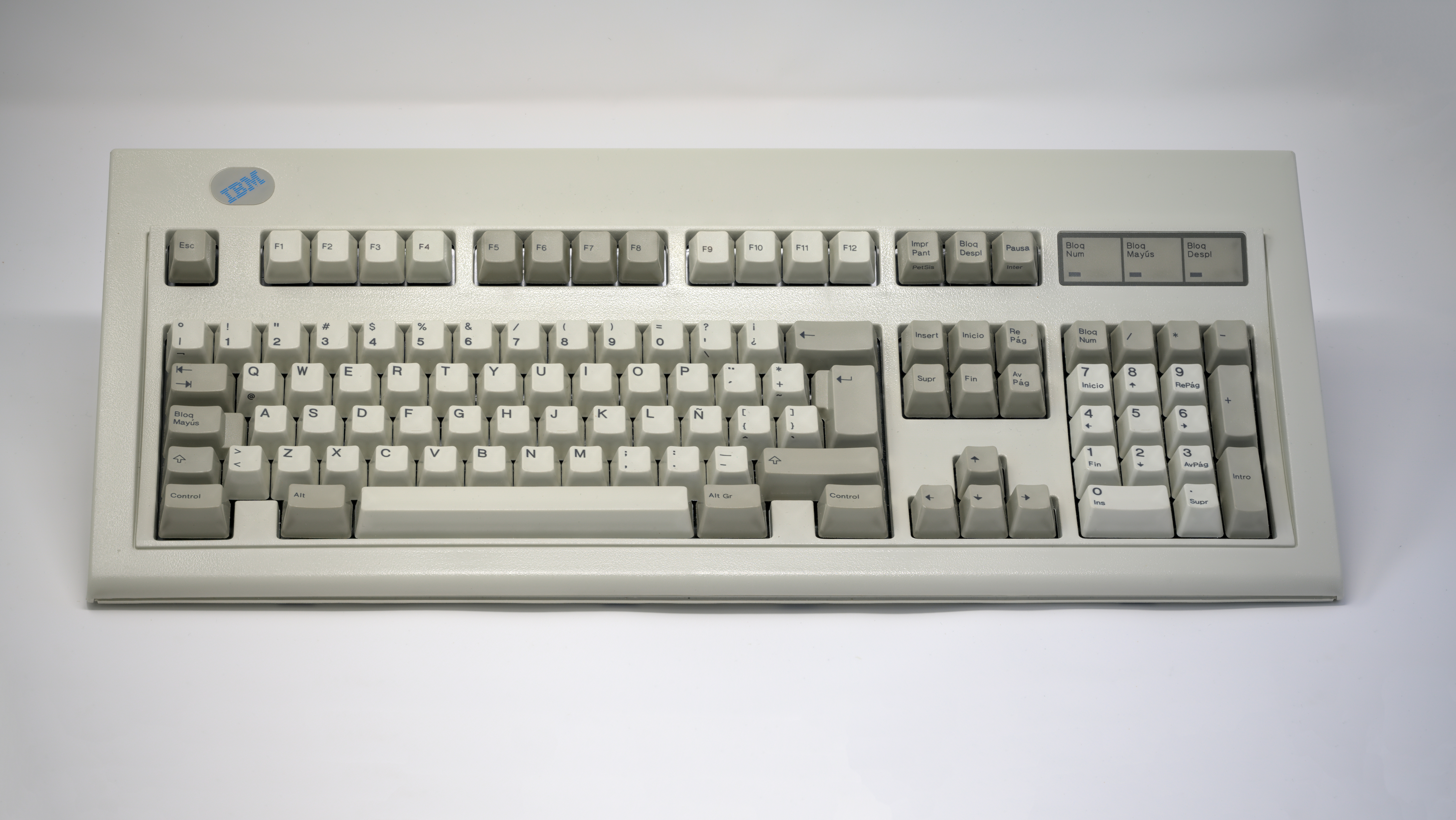
Un clavier classique pleine taille modèle M avec disposition des touches ISO espagnoles

## Anti-rebond

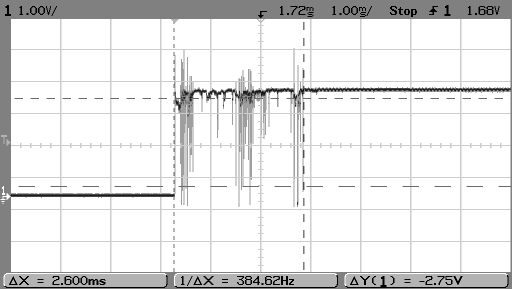
Instantané du rebond du commutateur sur un oscilloscope. L'interrupteur oscille entre marche et arrêt plusieurs fois avant de se stabiliser.

Lorsqu'une touche est enfoncée, elle oscille (rebondit) contre ses contacts plusieurs fois avant de se stabiliser. Lorsqu'il est relâché, il oscille à nouveau jusqu'à s'immobiliser. Bien que cela se produise à une échelle trop petite pour être visible à l’œil nu, cela peut suffire à enregistrer plusieurs frappes de touches.

## Touches
Les touches sont utilisées sur les claviers à course complète. Bien que les touches modernes soient généralement imprimées en surface, elles peuvent également être moulées par double injection, marquées au laser, imprimées par sublimation thermique, gravées ou fabriquées dans un matériau transparent avec des inserts en papier imprimé. Il existe également des touches qui utilisent des coques minces placées sur les bases des touches, qui ont été utilisées sur plusieurs claviers IBM PC.
Les commutateurs permettent le retrait et le remplacement des touches avec un type de tige commun.

## Stabilisateurs
Presque tous les claviers qui utilisent des touches de deux unités ou plus de longueur (comme la barre d'espace ou la touche Entrée) utilisent des stabilisateurs. Différents lubrifiants et techniques de rembourrage peuvent être utilisés pour réduire le cliquetis des composants.

## Autres pièces
Un clavier d'ordinateur moderne comprend généralement un processeur de contrôle et des voyants lumineux pour fournir à l'utilisateur un retour d'information sur l'état du clavier. Selon la sophistication de la programmation du contrôleur, le clavier peut également offrir d'autres fonctionnalités spéciales. Le processeur est généralement une variante de microcontrôleur 8048 à puce unique. La matrice de commutation du clavier est câblée à ses entrées et traite les frappes entrantes et envoie les résultats via un câble série (le cordon du clavier) à un récepteur dans le boîtier de l'ordinateur principal. Il contrôle également l'éclairage des voyants « verrouillage des majuscules », « verrouillage numérique » et « verrouillage du défilement ».
Un test courant pour savoir si l'ordinateur est en panne consiste à appuyer sur la touche « verr. maj. ». Le clavier envoie le code clé au pilote du clavier exécuté sur l'ordinateur principal ; si l'ordinateur principal fonctionne, il commande l'allumage de la lumière. Tous les autres voyants fonctionnent de manière similaire. Le pilote du clavier suit également l'état des touches Maj, Alt et Contrôle du clavier[réf. nécessaire].

## Matrice de commutation du clavier

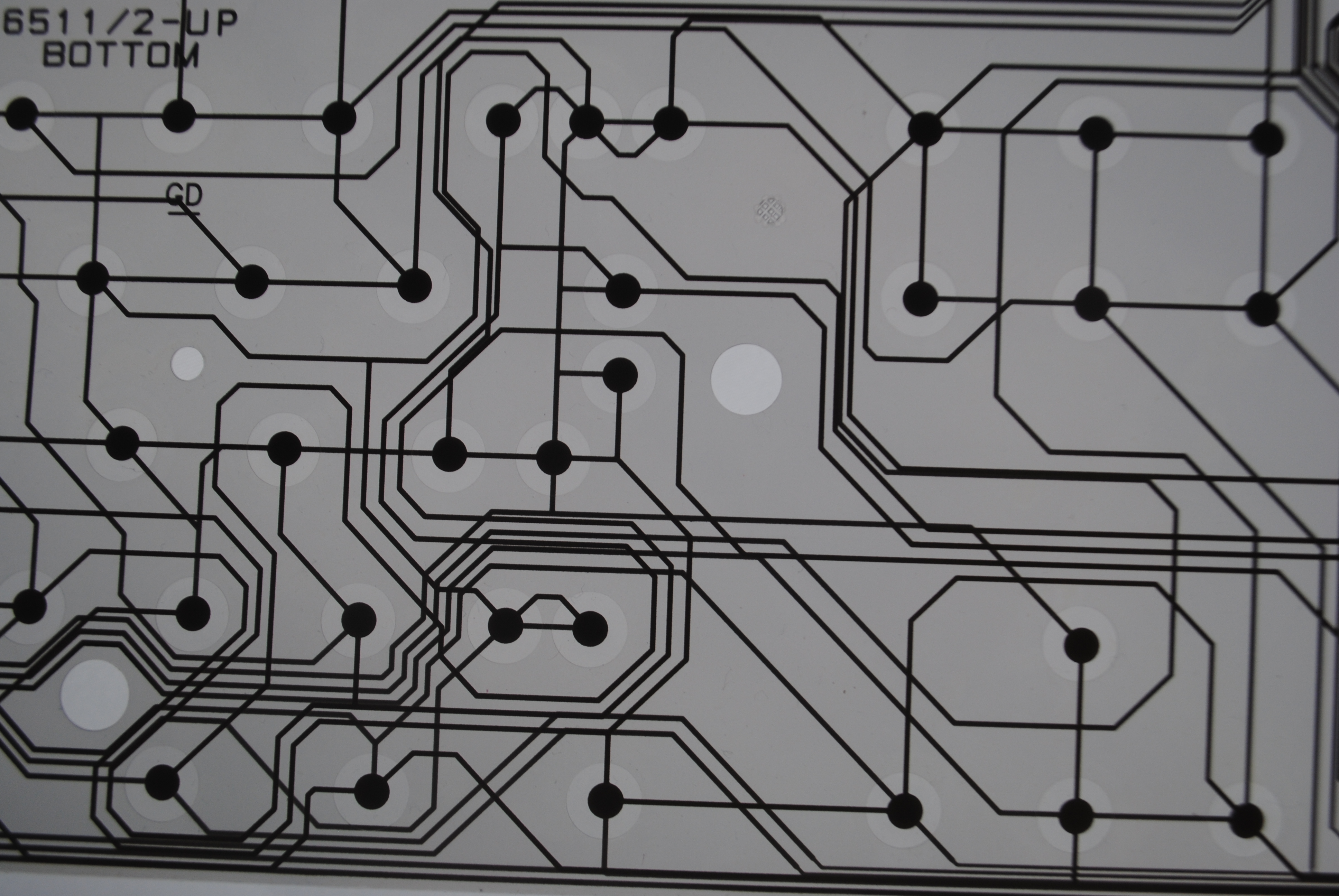
Gros plan d'un circuit matriciel de clavier imprimé sur une feuille PET transparente flexible

### Clés fantômes
Presque tous les claviers n'ont que l' interrupteur (mais pas de diode) à chaque intersection, ce qui provoque des « touches fantômes » et un « blocage des touches » lorsque plusieurs touches sont enfoncées ( rollover ). Certains claviers, souvent plus chers, possèdent une diode entre chaque intersection, permettant au microcontrôleur du clavier de détecter avec précision n'importe quel nombre de touches enfoncées simultanément, sans générer de touches fantômes erronées.

## Méthodes alternatives de saisie de texte

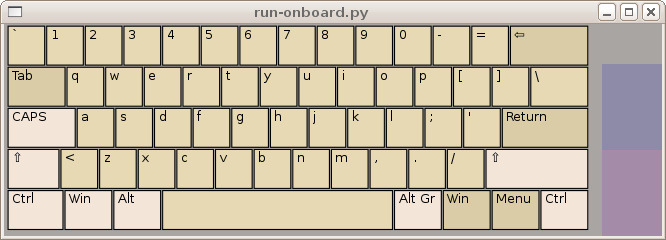
Le clavier à l'écran contrôlé par la souris peut être utilisé par les utilisateurs à mobilité réduite.

La reconnaissance optique de caractères (OCR) est préférable à la re-saisie pour convertir un texte existant qui est déjà écrit mais qui n'est pas dans un format lisible par machine (par exemple, un livre composé avec Linotype des années 1940). En d'autres termes, pour convertir le texte d'une image en texte modifiable (c'est-à-dire une chaîne de codes de caractères), une personne pourrait le retaper, ou un ordinateur pourrait regarder l'image et déduire ce que représente chaque caractère. La technologie OCR a déjà atteint un niveau impressionnant (par exemple, Google Book Search ) et promet encore plus pour l'avenir.
La reconnaissance vocale convertit la parole en texte lisible par machine (c'est-à-dire une chaîne de codes de caractères). Cette technologie a également atteint un stade avancé et est mise en œuvre dans divers produits logiciels . Pour certains usages (par exemple, la transcription de dictées médicales ou juridiques, le journalisme, la rédaction d'essais ou de romans), la reconnaissance vocale commence à remplacer le clavier. Cependant, le manque de confidentialité lors de l’émission de commandes vocales et de dictées rend ce type de saisie inadapté à de nombreux environnements.
Les dispositifs de pointage peuvent être utilisés pour saisir du texte ou des caractères dans des contextes où l'utilisation d'un clavier physique serait inappropriée ou impossible. Ces accessoires présentent généralement des caractères sur un écran, dans une disposition qui offre un accès rapide aux caractères ou aux combinaisons de caractères les plus fréquemment utilisés. Des exemples populaires de ce type d'entrée sont Graffiti, Dasher et les claviers virtuels à l'écran.